# Gryon superbum
Gryon superbum är en stekelart som beskrevs av Kononova 1984. Gryon superbum ingår i släktet Gryon och familjen Scelionidae. Inga underarter finns listade i Catalogue of Life.